# Maundy Set

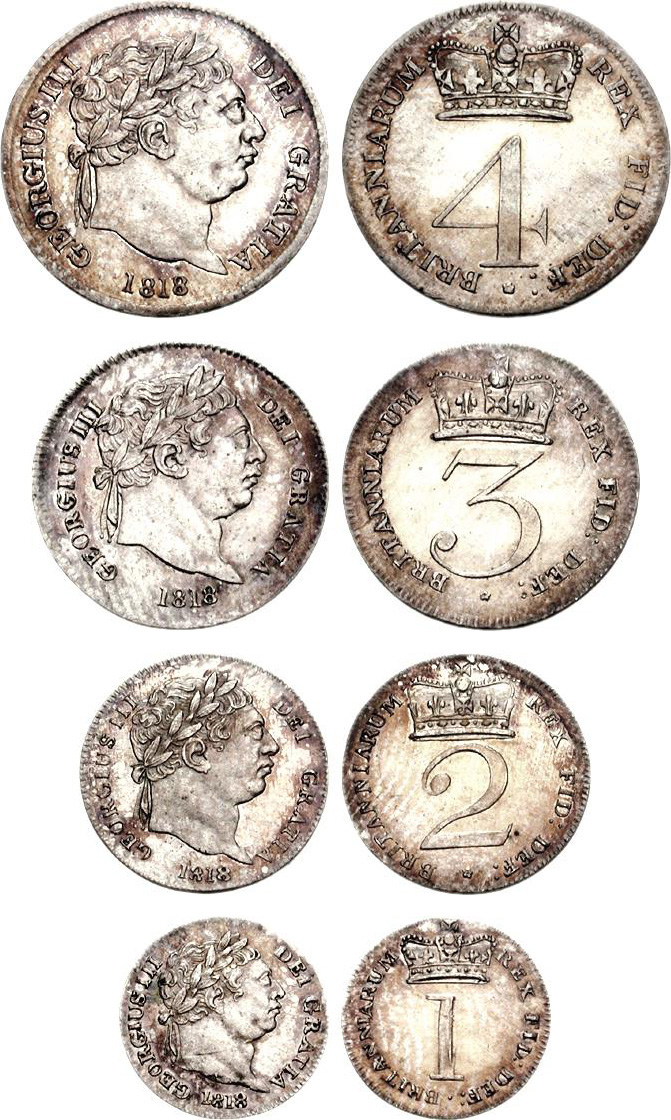
Maundy Set des Jahres 1818 von Georg III.

Als Maundy Set oder Maundy Money bezeichnet man speziell geprägte Silbermünzen, die die britischen Herrscher seit Jahrhunderten zum Gründonnerstag als Satz (englisch: „Set“) an arme Mitbürger verteilen. Diese Tradition hat ihren Ursprung im mittelalterlichen Kirchenritual der Fußwaschungen von Armen, die im Gedenken an das Abendmahl und die Fußwaschung Jesu bei seinen Jüngern geschah, verbunden mit dem von ihm danach ausgesprochenen Gebot, „dass ihr euch lieben sollt“; die Bezeichnung Maundy stammt vom lateinischen mandatum (Gebot).
Wahrscheinlich nahmen die Mitglieder der königlichen Familie seit dem 13. Jahrhundert an dieser Zeremonie teil. Sie verteilten dabei Geld und Geschenke und erinnerten durch das Waschen der Füße von Armen an Christi Akt der Demut. Maundy Money gab es erstmals im Jahr 1662. Die Münzen werden in den Werten von 1, 2, 3 sowie 4 Pence geprägt, und in neuerer Zeit spielt bei der Zeremonie das Alter des Souveräns eine Rolle. So hat Königin Elisabeth II. 1992 im Alter von 66 Jahren an 66 Männer und 66 Frauen einen Satz Münzen verschenkt, dessen nominaler Wert sich auf die Summe von 66 Pence belief. Besonders werden Personen bedacht, die sich für soziale Zwecke einsetzen und um die Gemeinschaft verdient gemacht haben.
Ihr Nachfolger Charles III. setzt diese Tradition fort.
Inzwischen sind solche Münzen begehrte Sammlermünzen.